# Landesjugendblasorchester Brandenburg
Das Landesjugendblasorchester Brandenburg (kurz LJBO Brandenburg) ist ein sinfonisches Blasorchester und Landesjugendorchester zur Förderung junger Musiker in Brandenburg. Es besteht aus etwa 60 Mitgliedern zwischen 14 und 27 Jahren.

## Porträt
Das LJBO Brandenburg ist ein brandenburgisches Auswahlorchester, für das sich die Musiker oftmals durch ein Probespiel qualifizieren können und sich dann in der Regel zwei Mal jährlich zu Probenphasen treffen. Während der Probenphasen im Frühjahr und Herbst erarbeitet das Orchester ein Programm mit Hilfe von erfahrenen Musikschullehrern, Orchesterleitern und Berufsmusikern. Die Probenphasen werden durch weitere Proben- und Konzertwochenenden ergänzt. Ziel des Auswahlorchesters ist es, den brandenburgischen Nachwuchsmusikern die Möglichkeit zu geben, sich ein Standardrepertoire der sinfonischen Blasmusik zu erarbeiten und die Bandbreite dieser Musik kennenzulernen. Ein fester Bestandteil der Arbeitsphasen ist es, den jungen Musikerinnen und Musikern auch das zeitgenössische Repertoire näherzubringen. So entstanden für das Orchester bereits diverse Neukompositionen.
Eine besondere Kooperation besteht mit dem Stabsmusikkorps der Bundeswehr, das Dozenten und teilweise Räumlichkeiten für Proben bereitstellt. Mehrere Musiker des Stabsmusikkorps spielten vorher im LJBO Brandenburg. 2013 wurde zwischen beiden Orchestern ein Patenschaftsvertrag unterzeichnet. Darüber hinaus engagiert sich das LJBO als offizieller Partner des Bertolt-Brecht-Gymnasiums Bad Freienwalde in dem Projekt „Schule ohne Rassismus“.
Das Repertoire besteht aus sinfonischer und konzertanter Musik von Barock bis zur Gegenwart, deutsche und ausländische Werke werden gleichermaßen berücksichtigt. Ein besonderer Schwerpunkt liegt auf dem Schaffen brandenburgischer Komponisten.
Künstlerischer Leiter ist der Bad Freienwalder Dirigent und Landesmusikdirektor Endrik Salewski. Zudem dirigieren Christoph Lipke und Andreas Zühlke das Orchester.

## Geschichte
Das Orchester wurde im Jahr 1993 vom Landesmusikrat Brandenburg gegründet, Träger sind der Verband der Musik- und Kunstschulen Brandenburg und der Landesblasmusikverband Brandenburg. Das brandenburgische Ministerium für Wissenschaft, Forschung und Kultur fördert das LJBO mit Projektmitteln.
Auf folgenden Reisen vertrat das Orchester bereits das Land Brandenburg international:
- 2002: Italien (Peruga)
- 2006: Frankreich (Nizza)
- 2008: Russland (Wologda, Moskau)
- 2011: England (Cardiff, Bath)
- 2013: Namibia[7][8]
- 2019: Kuba[9]
- 2022: Frankreich (Lyon)[10]